# 김용 (1959년)
짐 용 킴(Jim Yong Kim, 김용, 金墉, 1959년 12월 8일 ~ )은 한국계 미국인 교포 출신 의사이며, 전 세계 은행 총재이다. 그는 2009년 3월 아시아인으로는 최초로 아이비 리그의 총장에 선출되었으며, 2009년 7월 1일부터 2012년 6월 30일까지 다트머스 대학교 총장 자리에 있었다. 하버드 메디컬 스쿨 국제보건·사회의학과장, 동 대학 프랑수와 사비에 배뉴센터(FXB) 소장 및 브리검앤우먼스 병원(하버드 메디컬 스쿨 병원)의 국제보건학과장을 역임하였다. 또한 그는 중남미 등의 빈민지역에서 결핵 퇴치를위한 의료구호활동을 벌여왔고, 세계보건기구(WHO) 에이즈국장을 역임하였다. 2012년 3월 23일 오바마 대통령은 짐 용 김을 세계은행 차기 총재 후보로 지명했다고 발표하였다. 2012년 4월 16일 세계 은행 총재로 선출되었고, 2012년 7월 1일부터 공식적으로 총재 업무를 시작했다.

## 생애

### 출생과 성장
아버지 김낙희(1987년 타계)는 한국 전쟁 때 남포에서 월남하여 서울대학교 치과대학에서 공부한 후 미국 뉴욕에서 유학하였다. 그는 뉴욕에서 전옥숙을 만나 결혼했으며 아이오와 대학교의 치과 교수로 근무하였다. 그의 어머니 전옥숙 여사는 동 대학에서 박사 학위를 수여받았고 펜실베이니아 대학교 의과대학 겸임교수 직을 지냈다. 前 미국 펜실베이니아 의대 겸임교수였던 어머니 전옥숙은 시조시인 전병택과 시인 이경자의 딸이다. 그가 평소에 조언을 청하는 멘토인 외숙부는 성균관대학교 유학대학의 전현 교수이다. 
1959년 대한민국 서울에서 태어난 그는 5세 때 미국 아이오와주 무스카틴(Muscatine)으로 이민하였다. 무스카틴 고등학교(Muscatine High School)에서 전교회장 및 수석 졸업생 대표로 졸업하였으며, 미식축구 팀에서 쿼터백과 농구팀의 포인트 가드로 활동하였다. 이후 아이오와 대학교에 입학한 그는 1년반뒤 브라운 대학으로 편입했다. 1982년 브라운 대학을 마그나 쿰 라우데급의 우수한 성적으로 졸업한 그는 하버드 대학교로 진학하여 하버드 메디컬 스쿨에서 의학박사(M.D. 1991)와 일반대학원에서 인류학 박사(Ph.D. 1993) 학위를 받았다. 그는 하버드 대학의 의학 박사와 사회과학 박사 통합학위 프로그램의 첫 입학자였다. 그는 농구, 배구, 테니스 및 골프를 즐겨하였다. Children's Hospital Boston의 소아과 의사인 임윤숙과 결혼한 그는 두 아들을 두고 있다.

### 의사 경력
짐 용 김은 개발국들의 보건 발전에 20년 이상의 경력이 있다. 아이티, 페루, 러시아, 르완다, 레소토, 말라위 및 미국의 여러 저소득층의 건강을 위한 비영리기관인 Partners In Health를 설립하는데 앞장섰고, 이사장을 역임하였다. 하버드 메디컬 스쿨 교수로 재직하였으며 하버드 메디컬 스쿨 국제보건·사회의학과장으로 근무하였다.
2004년부터 2006년까지 그는 세계보건기구(WHO) 에이즈국장을 역임하였으며, 폐결핵 전문가로서 여러 국제 위원회장직 또한 담당하였다. 세계보건기구 에이즈국장으로 임명된 후 중저소득 국가의 에이즈 퇴치를 위한 운동을 급격하게 확장 시켰으며, 2007년까지 약 3백만에 가까운 사람들이 결핵, 말라리아 등의 질병에서 살아남을 수 있도록 하는 업적을 이뤘다.

### 하버드 대학교 재직 (1993-2009)
1993년에 짐 용 김은 하버드 의대 강사로 일하기 시작하여 의학, 사회 의학, 인권(medicine, social medicine and human rights)의 여러 전공으로 교수직을 맡았다. 2009년 하버드를 떠날 무렵 하버드 대학의 세계보건 및 사회적 의학(Global Health and Social Medicine)과의 학과장, Brigham and Women’s Hospital의 세계보건형평성 분과 과장, 하버드대 공중보건대학(Harvard School of Public Health)의 François Xavier Bagnoud 보건•인권센터의 센터장을 겸임했다.
그는 전세계 곳곳에 있는 빈곤한 지역에서 의료 개입의 전달 및 실행을 개선하는 새로운 연구 분야 개발에 초점을 맞췄다. 그의 프로그램은, 더욱 효과적인 세계적 보건계획의 개발이 프로그램 디자인을 향상시킬 대규모의 체계적 접근의 부족으로 인해 지체되어 있다는 생각과 맥을 같이 했다. 또 하버드 의대의 사회의학학과와 하버드 경영대학의 전략 및 경쟁력 연구소의 공동 기획프로젝트로서, Global Healthy Delivery Project를 시작했다. 이 프로젝트에서 연구된 세계보건분야의 여러 사례연구들은 현재 하버드 공중보건대학에서 가르치고 있는 세계보건전달체계 교육과정의 핵심이 되고 있다. 그의 프로젝트 팀은 또한 웹사이트인 ‘의료 공동체’인 GHDonline.org를 개발하여, 전세계 어느 곳에 있는 의사들이건 쉽게 의료정보에 접근하고 기술을 공유하며 실시간으로 문제해결에 참여할 수 있게 하였다.
하버드에 있는 동안, 짐 용 김은 유명 의학 및 과학 저널인New England Journal of Medicine, The Lancet, Science 등에 다수의 논문을 펴내었고, 여러 권의 책 저술에 동참하였다. 특히 결핵 분야의 전문가로서 여러 국제 결핵 정책 위원회의 위원 및 의장으로 활약하기도 하였다.

### 다트머스대학교 (2009-2012)
2009년 3월, 짐 용 김은 다트머스 대학의 제 17대 총장으로 임명됨으로써, 아시아계 미국인으로 최초로 아이비 리그 대학의 총장이 된다. 그는 건강관리와 국제사무에 있어서의 과거경험을 활용하여 다트머스 대학의 혁신적인 프로그램 개발을 지휘한다.
2010년 1월, Dartmouth Haiti Response란 일종의 임시재난구호기구를 만듦으로써, 다트머스 학생들과 교수진들이 그가 공동 설립한 Partners In Health 및 다른 단체들과 함께, 지진으로 엄청난 손해를 입은 아이티에서 구호활동을 할 수 있도록 도왔다. 이 기구는 아이티에 1백만 달러가 넘는 기부금 모금, 18톤의 의료품 지원 및 25명 의료 자원봉사 교수진 파견, 대학 내에서 이와 자원활동을 하는 수백 명의 학생봉사자라는 결과로 나타나게 되었다.
2010년 4월, 짐 용 김은 학생들의 건강 상태를 정량적으로 연구할 방법을 개발하기 위해, 다수의 전문기관 연구가들을 초빙하여 미국 내 대학 건강 증진 프로젝트(NCHIP)를 시작했다. 이 프로젝트는 2011년 4월, 대학생들의 과음 문제를 목표로 첫 프로그램을 시작했다. 2010년 5월에 Dartmouth Center for Health Care Delivery Science를 설립하기 위해 3,500만 달러이나 되는 익명의 보조금을 모금하는 것을 도왔다.
그 센터는 획기적으로 새로운 대학원 과정의 전공분야를 개설했는데, 이 과정은 연구자들과 의료진들 사이의 국제적인 협업을 증진시켜 고품질 저비용의 새로운 의료 모델들을 설계하고, 실행하고 조정하는 것이었다. 2012년에는 캠퍼스에서의 성폭력 문제에 대해 우려를 표시하고 더 나아가 성폭력 문제를 근절하려는 노력을 하게 되는데, 이 일환으로 다트머스 대학에서는 성폭행 인식 프로그램의 일부로서 성폭행 사례에서 제 3자 개입의 중요성을 학생들에게 교육시키는 새로운 대학 내 운동을 벌였다.

### 다트머스 대학 재임 기간에 대한 논란
2011년에, 짐 용 김은 학교 예산 공개를 거부한 후, 세부사항까지 공개하라는 결의안을 채택하는 등 교수들의 반대에 부딪히게 된다. 그는 예산에 대한 더 자세한 추가 보고서를 공개하고 교수들과의 회의를 열었다. 그러나 10,000달러를 초과하는 모든 예산의 항목들을 공개할 것을 요구하는 학생회의 요청은 받아들이지 않았다. 2011년, 다트머스 학보는 짐 용 김 총장에 대한 불만을 표시하는 사설들을 싣곤 했으며 “요즘 학생들 사이에서 인기 없다” 고 묘사하였다. 그의 지도력은 또 한번 비판을 받는다. 이러한 비난은 프레터니티(fraternity)에서의 신입생 군기잡기 사건이 터진 후, 이러한 사건을 다루는 태스크포스 팀을 구성하는 과정에서 일어났다. 또한 그가 총장으로 대학에서 충분한 시간을 보내지 않는다는 일각에서의 비판도 일었다. 그가 세계은행총재로 지목된 후, 선출된다면 다트머스 대학을 떠날 것이라고 공식적으로 발표를 한 후, 학생회는 그의 재임 기간이 “일탈”이자 실패라고 비판을 하였다. 포브스지 역시 짐 용 김의 다트머스 총장직 수행이 매우 “실망스럽다”라고 비판하면서 자아도취에 빠진 지도자들에게 “교훈적인 이야기”이라고 일갈하였다. 2012년 졸업생대표는 짐용김이 세계은행 총재직을 위해 떠나는 것일 뿐 아니라, “그가 이미 그 더 큰 자리를 찾는 중이라는 말이 세간에 떠돈다” 라고 말했다.

### 세계 은행 총재 지명

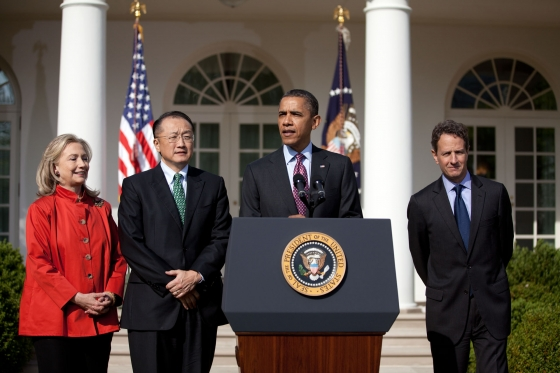
오바마 대통령이 김용을 세계 은행 총재 후보로 지명했다고 발표하고 있다.

2012년 3월 24일 세계은행 설립 이후 최초의 한국계 미국인 총재로 내정됐다. 미국은 2차대전 이후인 1968년 세계은행을 설립한 이래 비공식 협정에 따라 총재직을 줄곧 유지해 왔다. 그간 세계은행 총재는 미국에서, IMF 총재는 유럽에서 추대된다는 게 일종의 불문율이었으며 짐용김 또한 미국 국적자이므로 이런 불문율은 계속 유지된 것이다. 로런스 서머스 전 재무장관, 힐러리 클린턴 국무장관, 수잔 라이스 UN주재 대사, 제프리 삭스 컬럼비아 대학 교수 등 미국 측 인사들을 비롯해 나이지리아 재무장관인 은고지 오콘조 이웨알라 세계은행 집행이사 등이 후보로 거명됐다.

## 수상 경력
- 맥아더 "천재상" (2003)[5]
- US News & World Report 선정 '미국의 25대 리더' (2005)
- Times Magazine 선정 '세계에서 가장 영향력 있는 100인' (2006)[6]

## 학술저서
- Farmer PE, Kim JY. Community-based approaches to the control of multidrug-resistant tuberculosis: Introducing “DOTS-plus”. British Medical Journal 1998; 317:671-4.

- Becerra MC, Bayona J, Freeman J, Farmer PE, Kim JY. Redefining MDR-TB transmission “hot spots.” International Journal of Tuberculosis and Lung Disease 2000; 4(5):387-94.

- Farmer P, Leandre F, Mukherjee JS, Claude M, Nevil P, Smith-Fawzi MC, Koenig SP, Castro A, Becerra MC, Sachs J, Attaran A, Kim JY. Community-based approaches to HIV treatment in resource-poor settings. Lancet 2001; 358(9279):404-9.

- Farmer PE, Leandre F, Mukherjee J, Gupta R, Tarter L, Kim JY. Community-based treatment of advanced HIV disease: Introducing DOT-HAART (Directly Observed therapy with highly active antiretroviral therapy). Bulletin of the World Health Organization 2001; 79(12):1145-51.

- Mitnick C, Bayona J, Palacios E, Shin S, Furin J, Alcántara F, Sánchez E, Sarria M, Becerra M, Fawzi MCS, Kapiga S, Neuberg D, Maguire JH, Kim JY, Farmer PE. Community-based therapy for multidrug-resistant tuberculosis in Lima, Peru. New England Journal of Medicine 2003; 348(2):119-28.

- Gupta R, Irwin A, Raviglione MC, Kim JY. Scaling up treatment for HIV/AIDS: Lessons learned from multidrug-resistant tuberculosis. Lancet 2004; 363(9405):320-4.

- Kim JY, Farmer P. AIDS in 2006 — Moving toward one world, one hope? New England Journal of Medicine 2006; 355:645-7.

- Kim JY. Unexpected political immunity to AIDS. Lancet 2006; 368(9534):441-2.

- Kim JY. A lifelong battle against disease. U.S. News and World Report 2007; 143(18):62-4.

- Kim JY. Toward a Golden Age- Reflections on Global Health and Social Justice. Harvard International Review 2007; 29 (2): 20-25.

- Kim JY, Farmer P. Surgery and Global Health: A View from Beyond the OR. World Journal of Surgery 2008; 32(4): 533–6.

- Jain S, Kim JY. Delivering Global Health. Student British Medical Journal 2008; 16:27.

- Kim JY, Millen JV, A Irwin, J Gershman (eds.). Dying for Growth: Global Inequality and the Health of the Poor. Monroe, ME: Common Courage Press, 2000.

## 같이 보기
- 파트너스 인 헬스(en:Partners In Health, PIH)
- 이종욱 (의료인)
- 가부라키 레이코(鏑木 玲子) - 故이종욱 WHO 사무총장의 부인, PIH 프로그램 페루 지부